# Виноградова, Серафима Петровна
Серафима Петровна Виноградова (3 (15) февраля 1887, Варшава — 18 ноября 1966, Киев) — советский акушер-гинеколог, доктор медицинских наук (с 1937 года), профессор (с 1940 года).

## Биография
Родилась 3 (15 февраля) 1887 года в Варшаве. В 1915 году окончила медицинское отделение Высших женских курсов в Киеве и, сдав экзамены при Киевском университете, получила диплом врача.
В 1921-1941 годах работала в акушерско-гинекологической клинике Киевского института усовершенствования врачей. В 1946-1947 годах заведовала кафедрой акушерства и гинекологии № 2 этого института.
Была председателем Киевского городского комитета по родовспоможению, членом комиссии по родовспоможению МЗ УССР. Награждена орденом Ленина.
Умерла в Киеве 18 ноября 1966 года. Похоронена на Байковом кладбище (старая часть).

## Научная деятельность
В 1920-х годах впервые в СССР подробно изучила методику исследования капиллярного кровообращения при нормальной и патологической беременности и родах. Впервые в СССР занималась изучением и лечением патологии, обусловленной резус-несовместимостью крови матери и плода. Всего опубликовала более 100 научных работ, среди которых:
- «Значение капилляроскопии в акушерстве» (1927);
- «О биологическом значении околоплодных вод» (1928).